# Felix Ehrenhaft
Felix Ehrenhaft (24. dubna 1879 Vídeň – 4. března 1952 Vídeň) byl rakouský fyzik, který přispěl k rozvoji atomové fyziky, měření elektrických nábojů a optických vlastností kovových koloidů. Byl znám pro svůj nekonvenční a kontroverzní styl. Jeho nebojácné obrazoborectví velmi obdivoval filozof Paul Feyerabend. Obdržel Haitingerovu cenu Rakouské akademie věd v roce 1917.

## Život

### Raná léta
Ehrenhaft se narodil ve Vídni lékaři Leopoldovi Ehrenhaftovi a Louise Eggarové, dceři maďarského průmyslníka. Ehrenhaft získal doktorát na Vídeňské univerzitě v roce 1903 za práci na optických vlastnostech kovových koloidů. Následně se stal asistentem Franze S. Exnera.

### Střední léta
V roce 1907 byla reálná existence atomů ještě sporná, ale Albert Einstein a Marian Smoluchowski těsně předtím vysvětlili Brownův pohyb v kapalinách, což silně podpořilo atomovou teorii. Když Theodor Svedberg provedl významné ukázky Brownova pohybu v koloidech, Ehrenhaft rozšířil práci tak, aby bylo možné pozorovat částice stříbra ve vzduchu. Větší střední volná dráha ve vzduchu byla další významnou podporou pro teorii atomů. Ehrenhaft byl za tuto práci oceněn Liebenovou cenou Vídeňské akademie věd.
Ehrenhaft přizpůsobil své přístroje k měření elementárního náboje a následně se zapojil do ostrého sporu s Robertem Millikanem, když tvrdil, že naměřil elektrický náboj menší než náboj jednoho elektronu. Millikan získal v roce 1920 Nobelovu Cenu za fyziku, ačkoli tento spor nebyl ještě zcela uspokojivě vyřešen. Spor ale nakonec ustoupila, jak bylo více a více fyziků ovlivněno Millikanovými výsledky. I když nějakou dobu trval spor ohledně sub-elektronových nábojů, Ehrenhaft učinil další důležité a významné příspěvky k fyzice, včetně demonstrace fotoforese a jiných druhů interakce částic se světlem. Některé z těchto jevů byly následně vysvětleny v podmínkách již existujících jevů, ale některým stále ještě příliš nerozumíme. Ehrenhaft se stal profesorem experimentální fyziky na Vídeňské univerzitě v roce 1920 a byl známý jako svědomitý pracovník a efektivní lektor. Albert Einstein byl častým návštěvníkem jeho domu. Po Anšlusu v roce 1938 Ehrenhaft emigroval, nejprve do Anglie, pak do USA, kde získal občanství.

### Pozdní léta
Od poloviny 30. let, začalo Ehrenhaftovo myšlení nápadně odpadat od hlavního proudu fyziky. Pozoroval mnoho skutečně překvapivých a reprodukovatelných fyzikálních jevů, obvykle na úrovni ultra-mikroskopických částic v blízkosti hranic vnímání. Nicméně byl rovněž ochoten přijmout alternativní teorie k vysvětlení těchto experimentů
Od 40. let se Ehrenhaftovy názory staly stále více extrémními a ostrými, což nakonec vedlo k ukončení jeho dobrého přátelství s Albertem Einsteinem. Zjistil, že je nemožné získat financování výzkumu, nebo dokonce pochopení v USA a proto se v roce 1946 vrátil do Vídně, kde zastával opět svou starou pozici a to až do své smrti. Byl stále více přesvědčen, že pozoroval magnetické monopóly, magnetické proudy a magnetolýzu, tedy rozdělení kapalin pomocí magnetů, nikoli pomocí elektrického proudu jako v elektrolýze.
Průzkum jeho životního díla lze nalézt v rakouském vědeckém časopise "Acta physica Austriaca".

## Publikace
- Ehrenhaft, Felix: Das optische Verhalten der Metallkolloide und deren Teilchengröße, 1903.
- Ehrenhaft, Felix: Über die Messung von Elektrizitätsmengen, die kleiner zu sein scheinen als die Ladung des einwertigen Wasserstoffions oder Elektrons und von dessen Vielfachen abweichen, Kais. Akad. Wiss. Wien, Sitzber. math.-nat. Kl. 119 (IIa) 815-867, 1910
- Ehrenhaft, Felix: Das mikromagnetische Feld, 1926.
- Ehrenhaft, Felix: Die longitudinale und transversale Elektro- und Magnetophorese, Phys. Zeit. 31, 478-485, 1930
- Ehrenhaft, Felix: "Photophoresis and the Influence upon it of Electric and Magnetic fields", Phil. mag. 11 (1931),140-146
- Ehrenhaft, Felix: "Physical and Astronomical information Concerning Particles of the Order of Magnitude of the Wavelength of Light", Journal of the Franklin Institute, vol 230: 381-393 (Sept. 1940)
- Ehrenhaft, Felix and Banet, Leo: "Is there a true magnetism or not" Phil. sci. 8 (1941), 458-462
- Ehrenhaft, Felix: "Stationary Electric and Magnetic Fields in Beams of Light", Nature 147: 25 (Jan. 4, 1941).
- Ehrenhaft, Felix: "Photophoresis and Its Interpretation by Electric and Magnetic Ions", Journal of the Franklin Institute, vol 233 (March 1942), pp. 235–255.
- Ehrenhaft, Felix: "The Magnetic Current", Science 94: 232-233 (Sept 5, 1941).
- Ehrenhaft, Felix and Banet, Leo: "The Magnetic Ion", Science 96: 228-229 (Sept. 4, 1942).
- Ehrenhaft, Felix: "The Magnetic Current in Gases", Physical Review 61: 733 (1942).
- Ehrenhaft, Felix: "Decomposition of Matter Through the Magnet (Magnetolysis)", Physical Review 63: 216 (1943).
- Ehrenhaft, Felix: "Magnetolysis and the Electric Field Around the Magnetic Current", Physical Review 63: 461-462 (1943).
- Ehrenhaft, Felix: "Further Facts Concerning the magnetic Current", Physical Review 64: 43 (1943).
- Ehrenhaft, Felix: "New Experiments about the Magnetic Current", Physical Review 65: 62-63 (1944).
- Ehrenhaft, Felix: "Continuation of Experiments with the Magnetic Current", Physical Review 65: 256 (1944).
- Ehrenhaft, Felix: "The Decomposition of Water by the So-Called Permanent Magnet...", Physical Review 65: 287-289 (May 1944).
- Ehrenhaft, Felix: "The Magnetic Current", Nature 154: 426-427 (Sept. 30, 1944)
- Ehrenhaft, Felix: "On Photophoresis, the true magnetic Charge and on helical Motion of Matter in Fields" (Review of his scientific work part 1, in German), Acta Physica Austriaca 4: 461 - 488 (1951).
- Ehrenhaft, Felix: "On Photophoresis, the true magnetic Charge and on helical Motion of Matter in Fields" (Review of his scientific work part 2, in German), Acta Physica Austriaca 5: 12 - 29 (1952).